# Feldkapelle Egelhofen

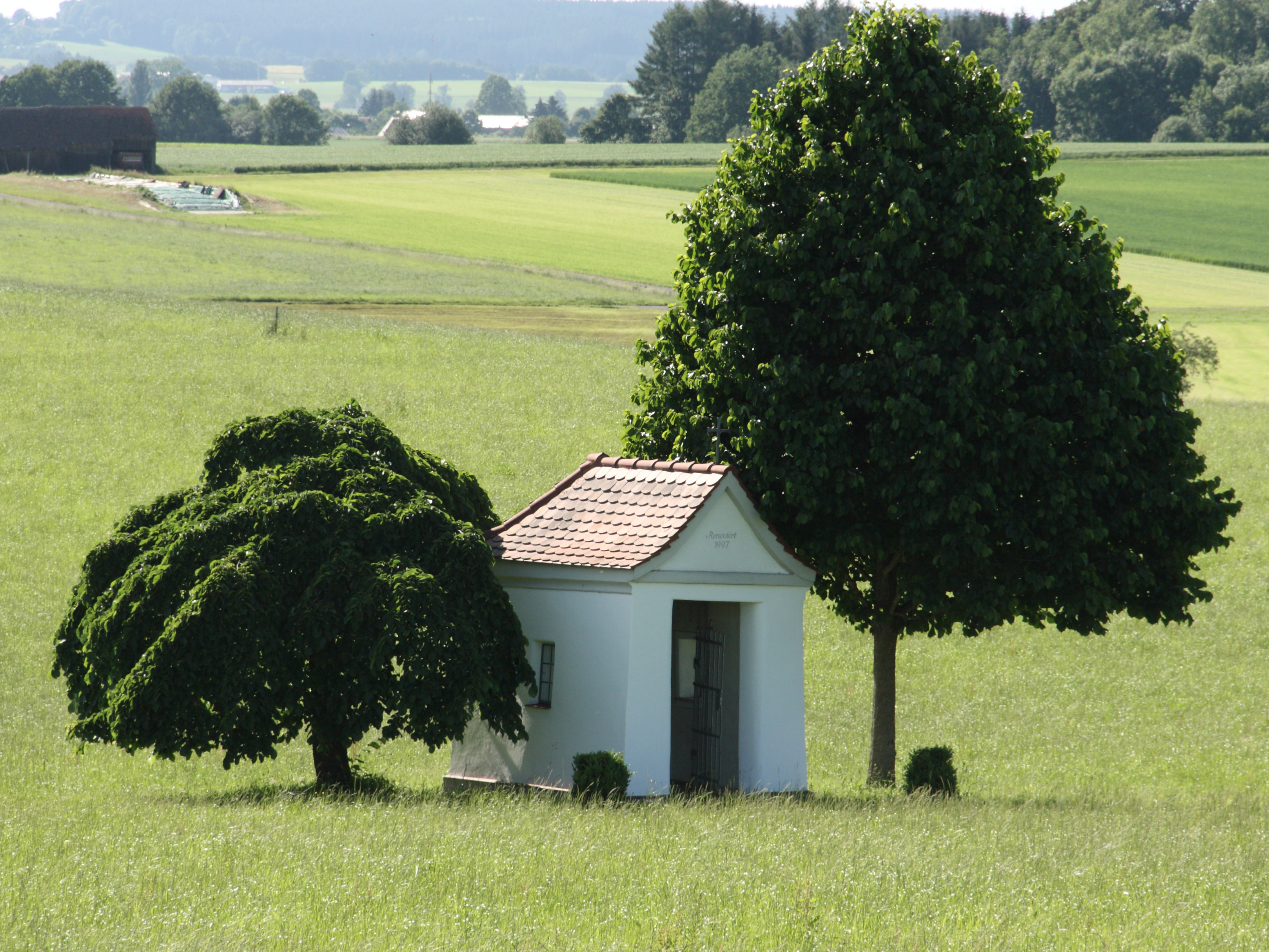
Egelhofener Feldkapelle

Die Feldkapelle befindet sich in Egelhofen, einem Ortsteil der Gemeinde Pfaffenhausen im Landkreis Unterallgäu (Bayern). Die Feldkapelle steht unter Denkmalschutz.

## Beschreibung
Der kleine Rechteckbau mit Satteldach steht nördlich des Ortsteiles frei auf einer Wiese. Erbaut wurde die Feldkapelle im Jahr 1918, sie ist auf der Ostseite durch eine Rechtecktür geöffnet. Die gefasste Holzfigur der Mater Dolorosa im Inneren stammt aus der Mitte des 18. Jahrhunderts.